# Favourite Worst Nightmare
Favourite Worst Nightmare는 잉글랜드의 인디 록 밴드 악틱 몽키즈의 두 번째 정규앨범이다. 전세계에 공식 발매를 하기전에 2007년 4월 18일에 일본에서 첫 발매를 하였다. 동런던 밀로코 스튜디오에서 프로듀서 제임스 포드와 마이크 크로시와 녹음한 싱글앨범 Brianstorm이 2007년 4월 16일에 먼저 발매되었다.
이 앨범은 발매 첫 주만에 220,000장이 팔렸고,Whatever People Say I Am, That's What I'm Not처럼 영국 음반 차트 1위로 바로 올라갔고, 그들의 데뷔 앨범 기록보다 100,000장을 더 팔았다. 첫 두 개의 싱글앨범 Brianstorm과 Fluorescent Adolescent도 UK Top Hits에 올랐다.
Favourite Worst Nightmare'의 첫 판매날은 나머지 Top 20 차트에 있던 앨범들을 합친것보다 많은 85,000장을 팔았고, 앨범에 있는 12곡 모두 UK Singles Chart 200에 올라갔다.
미국에서는 첫주에 44,000장을 팔면서 빌보드 차트 7위에 올라갔다. 앨범은 이후로 영국에서 2번의 플래티넘을 차지했고 2007년에 머큐리 상 후보에 올랐다. 2008년 브릿 어워드에서 최고의 영국 앨범상을 수상했다.

## 스타일의 변화
대뷔 앨범Whatever People Say I Am, That's What I'm Not과 비교해서, Favourite Worst Nightmare는 "매우, 매우 빠르고 매우, 매우 시끄럽다", 그리고 "더욱 야심적이고, 무거워졌으며 사납게 밝아졌다" 라고 묘사되었다. 첫 녹음의 이야기보다는 밴드가 세계여행을 다니던것이 반명이 된FWN(Favourite Worst Nightmare)는 "빨라지고, 의미가 담긴" 앨범이다. 앨범은 The Smiths에서 영향을 받았고 비음이 섞인 억양과 잔잔한 배경으로 터너의 목소리는 리처드 하울리와 모리세이 같이 부드럽게 부른다. 밴드의 드러머 맷 헬더스가 말하길, "코너 맥브라드의 엄청빠르고 엄청나게 부드러운 기타 스윕과 매우 강한 C-tuned 기타 리프가 이 앨범에 많은 영향을 주었다고 하였다. 결과적으로, 헬더의 드럼 리듬과 베이시트 닉 오말리는 80년대 펑크 밴드 ESG와 비교되기도 했다. 밴드가 좋아하던 고전 영화 역시도 그들의 새로운 음악 스타일에 영향을 주었다. 예를 들어, 앨범의 마지막 곡 "505"의 시작 부분에서 나오는 오르간은 석양의 무법자(Angel Eyes가 마지막 대치에 들어서기전에 나타나는 부분)에 나온 엔니오 모리코네의 사운드트랙에서 따왔다.

## 앨범의 역사
앨범 타이틀 "Favourite Worst Nightmare"는 앨범의 3번째 수록곡 "D is for Dangerous"에서 따왔다. 밴드가 말하길, 그들은 앨범의 제목을 Lesbian Wednesdays, 고든 브라운 아니면 게리 바로우라고 지을 것을 고려하였다고 한다.
영국의 음악 주간지 NME와 인터뷰에서 , 닉 오말리는 타이틀에 "D is for Dangerous" 와 "Balaclava"가 포함되어 있다고 알렸다. 트랙 "The Bakery" 와 "Plastic Tramp" 역시도 NME 인터뷰에서 언급이 되었는데, 앨범에 수록되지는 않했지만, 후에 싱글 앨범 "Fluorescent Adolescent"에 B-사이드로 발매됐다. 트랙 "Leave Before the Lights Come On"도 포함될것이라는 루머가 있었지만 수록되지 않았다.
앨범 수록 12 곡중 6 곡이 앨범 발매전 공연으로 알려졌다. 앨범은 밴드가 밖에 나가 다시 곡을 연주하고 싶어서 빠르게 녹음했다고 하였다.

## 평가
Favourite Worst Nightmare는 발매가 된 이후 곳곳에서 찬사를 받았다. Metacritic (리뷰를 통해서 100점을 표준 점수로 하여 평점을 한다)은 82점을 매겼고, In a 5-star review, 데일리 익스프레스는 앨범을 "듣기에 더욱 좋아지고 빨라지고, 강해저 충격을 먹을정도로 좋다" 라고 묘사했으며, 반면 가디언은 이 앨범을 두고 "영국 역사에서 가장 많이 판 앨범의 벅찬 일을 성공적으로 넘었다" 말하며, 앨범의 후반부는 강한 후반이지만, 특별하게 첫 트랙 Brianstorm을 비평을 한 반면에 "Fluorescent Adolescent"에서 모리세이와 닮은 점은 없다고 평가했다. 가디언의 다음 언급도 주목이 되어는데 "만약 당신들이 앨범에서 멧 헬더의 드럼을 제외하여도, 이것은 여전히 듣기 좋을것이다",라고 하였다. 옵저버는 새로워진 앨범의 사운드에 대해서 주석으로 "제이미 쿡의 날카로운 기타 멜로디와 터너가 그의 무기고에서 드러낸 다른 무기"라고 평하며 알렉스 터너의 향상을 확인하게 했다. 피치포크 미디어는 비평가들이 많이 인용을 한 "Do Me A Favour", "Only Ones Who Know" 그리고 "505"에 대해서 "새로운 감정의 깊이" 라고 주목을 했다.

## 트랙 리스트
전체 작사·작곡: 앨릭스 터너(참고를 한걸 제외한 모든 곡)
| #   | 제목                                           | 재생 시간 |
| --- | ---------------------------------------------- | --------- |
| 1.  | 〈Brianstorm〉                                 | 2:50      |
| 2.  | 〈Teddy Picker〉                               | 2:43      |
| 3.  | 〈D Is for Dangerous〉                         | 2:16      |
| 4.  | 〈Balaclava〉                                  | 2:49      |
| 5.  | 〈Fluorescent Adolescent (터너, 조한나 베넷)〉 | 2:57      |
| 6.  | 〈Only Ones Who Know〉                         | 3:02      |
| 7.  | 〈Do Me a Favour〉                             | 3:27      |
| 8.  | 〈This House Is a Circus〉                     | 3:09      |
| 9.  | 〈If You Were There, Beware〉                  | 4:34      |
| 10. | 〈The Bad Thing (터너, 제이미 쿡)〉            | 2:23      |
| 11. | 〈Old Yellow Bricks (터너, 존 맥클러)〉        | 3:11      |
| 12. | 〈505 (작사:알렉스 터너)〉                     | 4:13      |

| #  | 제목            | 재생 시간 |
| -- | --------------- | --------- |
| 1. | 〈Da Frame 2R〉 | 2:20      |
| 2. | 〈Matador〉     | 4:57      |

### 보너스 비디오
- Brianstorm의 뮤직 비디오는 Favourite Worst Nightmare의 아이튠즈 선주문자에 한해 보너스로 포함되었다.

## 싱글 앨범
- "Brianstorm" (2007년 4월 2일, 도미노 레코드에서 발매) #2
- "Fluorescent Adolescent" (2007년 7월 9일, 도미노 레코드에서 발매) #5
- "Teddy Picker" (2007년 12월 3일, 도미노 레코드에서 발매)[21] #20

## 녹음
악틱 몽키즈
- 알렉스 터너 – 리드 보컬, 리드와 리듬 기타, 키보드
- 제이미 쿡 – 리드와 리듬 기타
- 닉 오말리 – 베이스 기타, 백킹 보컬
- 멧 헬더스 – 드럼, 탬버린, 보컬

추가된 연주자
- 제임스 포드 – "Only Ones Who Know"에 추가 기타 연주
- 마일스 케인 – "505"에 추가 기타 연주

## 차트 순위
| 국가       | 최고 순위 | 수상        | 판매량  |
| ---------- | --------- | ----------- | ------- |
| 영국       | 1         | 2× Platinum | 712,597 |
| 호주       | 2         |             |         |
| 아일랜드   | 1         |             |         |
| 뉴질랜드   | 4         |             |         |
| 캐나다     | 4         | Platinum    | 150,000 |
| 미국       | 7         |             | 240,000 |
| 독일       | 2         | Gold        | 100,000 |
| 일본       | 4         | Gold        | 175,000 |
| 덴마크     | 1         |             |         |
| 핀란드     | 14        |             |         |
| 벨기에     | 1         |             |         |
| 네덜란드   | 1         |             |         |
| 폴란드     | 48        |             |         |
| 스위스     | 1         |             |         |
| 노르웨이   | 2         |             |         |
| 프랑스     | 6         | Gold        | 100,000 |
| 스웨덴     | 6         |             |         |
| 오스트리아 | 6         |             |         |
| 이탈리아   | 14        | Gold        | 60,000  |
| 스페인     | 2         |             |         |
| 유럽       | 2         |             |         |

## 발매 정보
| 국가           | 날짜            | 레이블                       | 형태 | 카탈로그 넘버            |
| -------------- | --------------- | ---------------------------- | ---- | ------------------------ |
| 일본           | 2007년 4월 18일 | Hostess                      | CD   | HSE-10043                |
| 독일           | 20 April 2007   |                              | CD   |                          |
| 아일랜드       | 20 April 2007   |                              | CD   |                          |
| 스페인         | 20 April 2007   |                              | CD   |                          |
| 오스트레일리아 | 2007년 4월 21일 |                              | CD   |                          |
| 영국           | 2007년 4월 23일 | 도미노 레코드                | LP   | WIGLP188 / 5034202018810 |
| 영국           | 2007년 4월 23일 | 도미노 레코드                | CD   | WIGCD188 / 5034202018827 |
| 브라질         | 2007년 4월 23일 | EMI                          | CD   |                          |
| 프랑스         | 2007년 4월 23일 |                              | CD   |                          |
| 벨기에         | 2007년 4월 23일 |                              | CD   |                          |
| 미국           | 2007년 4월 24일 | 도미노, 워너 브라더스 레코드 | CD   | DNO 136 / 801390013621   |
| 이스라엘       | 2007년 4월 24일 |                              | CD   |                          |
| 캐나다         | 2007년 4월 24일 | 도미노, WEA International    | CD   |                          |